# Valentine Thomson
Valentine Mathilde Amélie Thomson, née le 1er juin 1881 à Paris où elle est morte le 15 janvier 1944, était une journaliste, dramaturge et éditrice française influente, active à la fois en Europe et aux États-Unis. Fille de Gaston Thomson, homme politique de gauche, elle a été déléguée en 1919 à la Conférence interalliée des femmes, qui visait à introduire les questions relatives aux femmes dans le processus de paix après la fin de la Première Guerre mondiale. À Paris, en collaboration avec son mari, le journaliste et scénariste André Jaeger-Schmidt (1884-1940), elle écrit des pièces de théâtre qui sont jouées à Paris et en province. À la fin des années 1920, elle s'est installée aux États-Unis où elle a écrit sur la politique internationale pour divers journaux, dont le New York Times et le Harper's Magazine. Elle était également connue pour les salons qu'elle tenait avec des personnalités de son temps.

## Jeunesse
Valentine Mathilde Amélie Thomson est née le 3 juin 1881 à Paris d'Henriette Mathilde Elmire (née Peigné) et de Gaston Arnold Marie Thomson,. Son père était un homme politique français, qui a été ministre pendant plusieurs années. Il a notamment été ministre de la Marine et, pendant la Première Guerre mondiale, ministre du Commerce. La famille paternelle de Thomson était originaire de Charleston, en Caroline du Sud, et avait émigré en France au XVIIIe siècle. Leur navire a été victime d'un accident en mer et le seul survivant de sa famille était un petit garçon de deux ans, Peter Johnson Thompson. Thompson a été élevé par une tante en France et a fini par obtenir la nationalité française. Du côté maternel, elle est l'arrière-petite-fille d'Adolphe Crémieux, brillant avocat et ministre du gouvernement. Elle était également la cousine de Marcel Proust,. Dès son plus jeune âge, Thomson a été en contact avec des hommes politiques et des fonctionnaires et s'est intéressée à la politique. Elle noue également de solides amitiés avec des personnalités littéraires de renom, dont Pierre Loti et Anatole France. À l'âge de 20 ans, elle commence à publier des essais et des études historiques inspirés de ses fréquents voyages en Europe.

## Carrière
Thomson a commencé sa carrière comme journaliste, travaillant pour des journaux et périodiques parisiens, dont Femina, Excelsior et L'Homme libre. Elle devient directrice de La Vie Féminine et de Pandora, deux revues féministes, et s'intéresse de près aux droits des femmes. À partir de 1916, elle a dirigé l'École Hôtelière pour former les femmes et les jeunes filles à travailler dans le secteur de l'hôtellerie et de la restauration,. L'école propose une période de formation de trois mois au cours de laquelle les étudiants apprennent à arranger des fleurs, à tenir des inventaires de fournitures, à effectuer des tâches ménagères générales, à servir un repas, à dresser une table, à préparer un lit, à laver et à réparer du linge. Ils ont également suivi des cours de comptabilité et des cours d'anglais, de français et de russe. À l'issue de la formation, les étudiants ont effectué un stage de six mois dans un hôtel, après quoi ils ont passé un examen et ont eu la possibilité d'obtenir un diplôme.
Thomson a rencontré son collègue journaliste André Jaeger-Schmidt avant le début de la guerre et ils se sont mariés. En 1919, elle a dirigé une délégation de 80 femmes qui ont rencontré le président Woodrow Wilson pour lui demander d'inclure les femmes dans les délibérations de la Conférence de paix de Paris. Un peu plus d'une semaine plus tard, à l'ouverture de la conférence interalliée des femmes, elle a commencé à travailler comme rédactrice et traductrice pour les déléguées de la conférence. La conférence a duré du 10 février au 10 avril et, à son issue, Thomson a entamé une tournée aux États-Unis avec Alice Masaryk. Ces femmes faisaient partie d'une série de conférences organisées par le Bureau des enfants du ministère américain du travail et devaient parler de l'impact de la guerre sur l'éducation, la santé et le bien-être des enfants.
Après son retour en France, Thomson et Jaeger-Schmidt voyagent, travaillent comme journalistes et visitent Bucarest, la Russie et la Turquie. De retour à Paris, ils écrivent ensemble six pièces de théâtre,, après quoi il se tourne vers le cinéma et elle retourne à la sphère politique. Dans les années 1930, elle a commencé à se rendre chaque année aux États-Unis pour favoriser les bonnes relations entre les deux pays. En tant qu'hôtesse d'un salon diplomatique, elle est une actrice politique influente et, en tant que journaliste, elle interviewe des personnes d'intérêt, comme Engelbert Dollfuss, Hitler et Mussolini, sur lesquels elle s'exprime aux États-Unis. Au début des années 1930, elle commence à publier des biographies politiques en anglais, dont une sur Aristide Briand, Briand-Man of Peace (1930), basée sur une série d'entretiens avec le sujet, et une sur John Paul Jones, Knight of the Seas (1939), basée sur des documents d'archives français. Elle a également publié un roman, une étude sur la politique européenne et les hommes politiques et un article de magazine sur Proust.

## Mort et héritage
Thomson est décédée le 15 janvier 1944 à son domicile, 33 rue Barbet-de-Jouy. Ses funérailles ont lieu le 19 janvier à l'église Saint-François-Xavier et, à l'occasion du dixième anniversaire de sa mort, l'église a organisé un service commémoratif en son honneur.

## Prix
- 1937 : Pour Le corsaire chez l'impératrice, elle a reçu le prix Montyon de l'Académie française[18].